# 4QMMT
4QMMT (Miqtzat Ma'ase ha-Tora [einige Werke der Tora], früher auch Halakhic Letter [halachischer Brief]) ist ein Werk aus der Bibliothek von Qumran, welches in sechs fragmentarischen Handschriften überliefert ist. Sein Inhalt gibt möglicherweise Aufschluss über die Anfänge der Qumrangemeinschaft. Der Ausdruck „Werke der Tora“ erregte aufgrund des für die paulinische Theologie zentralen, griechischen Parallelbegriffs ἔργα νομοῦ erga nomou besonderes Interesse von Seiten der neutestamentlichen Wissenschaft. Die Bekanntgabe des Inhalts der Fragmente auf einem Kongress 1984 war ein wesentlicher Anstoß zur Diskussion um die schnellere Herausgabe der Schriftrollen vom Toten Meer.

## Forschungsgeschichte
4QMMT war zunächst nur unter dem Titel 4QMishnique bekannt, unter dem Józef T. Milik in DJD 3 (1962) daraus zitiert hatte. Zu diesem Zeitpunkt waren die „sechs Handschriften von MMT identifiziert, transkribiert, materiell rekonstruiert und teilweise zu einem gemeinsamen Text gefügt worden“. Mit der Herausgabe war John Strugnell betraut. Aufgrund der zeitgeschichtlichen Umstände und mangelnder Finanzierung verschob sich die Forschungsarbeit jedoch um mehrere Jahre. 1979 lernte Strugnell Elisha Qimron kennen, der seine Dissertation über das Hebräische von Qumran beendet hatte, und bezog ihn in die Arbeit mit ein. Als Spezialist für halachische Fragen wurde später noch Ya’akov Sussmann hinzugezogen. Auf einem Kongress 1984 in Jerusalem wurde der Inhalt des Werkes einer breiteren Öffentlichkeit vorgestellt und erregte aufgrund seiner Bedeutung sofort Aufsehen. Dennoch verzögerte sich die Edition weiter, da Strugnell zum Hauptherausgeber des gesamten Editionsprojektes ernannt worden war. In der Zwischenzeit besorgte Hershel Shanks, Herausgeber der populärwissenschaftlichen Zeitschrift Biblical Archaeology Review, eine Faksimileausgabe der Schriftrollen vom Toten Meer mithilfe nichtautorisierter Benutzung von Vorarbeiten Strugnells und Qimrons. Eine Klage Qimrons gegen Shanks wegen Verletzung des Urheberrechts und Diebstahl geistigen Eigentums führte zu einer hohen Geldstrafe und war beispielgebend für den Umgang mit Urheberrecht in Fragen der Herausgabe antiker Texte. Im Sommer 1993 war die Arbeit der offiziellen Herausgeber schließlich abgeschlossen und 4QMMT erschien als Band X der Reihe Discoverie in the Judaean Desert im Jahr 1994.

## Handschriften
Von 4QMMT existieren sechs Handschriften aus Höhle 4. Bereits die Anzahl der Kopien dieses Werkes bezeugt seine Bedeutung im Qumran. Handschrift 4Q394, bestehend aus zehn Fragmenten, gilt nach paläographischer Bestimmung als „frühherodianisch“. In der Orthographie zeigen sich vulgäre Schreibungen. Handschrift 4Q395 besteht nur aus einem Fragment und ist zeitlich wie 4Q394 einzuordnen. Größere Textabschnitte bietet die etwas jüngere Handschrift 4Q396. Die 23 Fragmente von 4Q397 sind der Schrift nach ebenfalls frühherodianisch. Etwas aus dem Rahmen fällt 4Q398, da es auf Papyrus geschrieben ist, die übrigen Handschriften auf Leder. 4Q399 ist als „mittelherodianisch“ zu bezeichnen und wohl die jüngste der sechs Handschriften. Erhalten sind auf einem Fragment drei Kolumnen, wobei die dritte Kolumne lediglich die Anfänge von vier Leerzeilen enthält. Damit enthält Kolumne II offenbar – auch der Inhalt legt dies nahe – das Ende von 4QMMT.

## Inhalt
Das Werk besteht aus zwei bzw. drei Teilen. Der erste Teil enthält Kalenderdaten. Genannt werden die Zeitpunkte der Sabbate für jedes Quartal sowie Feste, die u. a. auch aus der Tempelrolle bekannt sind. Jedes Quartal besteht aus drei Monaten zu je dreißig Tagen, von denen jeweils einem noch ein Tag hinzugefügt werden soll, so dass sich Quartale zu 91 Tagen ergeben, mithin ein Jahr zu 364 Tagen. Der beachtete Kalender ist also in Übereinstimmung mit zahlreichen anderen Schriften aus Qumran ein reiner Solarkalender. Allerdings ist der Anfang des Werkes nur in einer Handschrift erhalten und formal wirkt der folgende Abschnitt wie ein Neubeginn. Es ist daher umstritten, inwieweit die kalendarischen Anmerkungen integraler Bestandteil des Werkes waren.
Im zweiten Abschnitt notiert eine Gruppe im Plural einige der von ihnen befolgten religionsgesetzlichen Bestimmungen, betreffend Opfer-, Speise- und andere Reinheitsvorschriften.
Der dritte Abschnitt erwähnt, dass die Gruppe der Absender sich aufgrund von Übertretungen der genannten Vorschriften von den vielen abgesondert habe. Der Empfänger des Briefes wird ermahnt, die Gebote der Tora zu bewahren. Als warnende oder zu belobigende Beispiele werden ihm die Könige Israels und Juda vor Augen gestellt.

## Sprache
Die Sprache von 4QMMT steht in einer eigentümlichen Mittelstellung zwischen dem Hebräischen der späten biblischen Bücher und dem rabbinischen Hebräisch, unterscheidet sich aber hinsichtlich des Vokabulars auch deutlich von anderen Texten aus Qumran. Auffällig ist u. a. der Gebrauch von ש als Relativpartikel, jedoch häufig in der Schreibung mit nachfolgendem Vokalträger als שא. Nach Elisha Qimron lässt sich die sprachliche Eigentümlichkeit am besten dadurch erklären, dass 4QMMT noch nicht dem typischen, sektenhaften Soziolekt späterer Qumrantexte folgt.

## Historische Spekulationen
Das Werk wurde, wie nahezu jede andere Komposition aus Qumran, dem Lehrer der Gerechtigkeit zugeschrieben. Zwar ist der Plural der Absender nicht als Pluralis Majestatis zu verstehen, dennoch können die Absender durchaus durch ein bedeutendes Mitglied der Gruppe repräsentiert worden sein. Solang man an einer historischen Gestalt eines „Lehrers der Gerechtigkeit“ überhaupt festhält, ist es durchaus naheliegend, ihn mit dem Werk in Verbindung zu bringen.
Da dem Adressaten als mahnendes Beispiel königliche Gestalten vor Augen gehalten werden, ist auch dieser vielleicht als Herrscher zu denken. Eine Möglichkeit wäre demnach der Hasmonäer Jonatan. Üblicherweise wird der Anfang der Qumrangemeinschaft mit der Übernahme der Würde des Hohepriesters durch Jonatan und der gewaltsamen Entfernung des Lehrers der Gerechtigkeit aus selbiger verbunden, was das siebenjährige Intersacerdotium im Hohepriesteramt zwischen 159 und 152 v. Chr. erklären könnte. 4QMMT müsste dementsprechend noch davor geschrieben worden sein.

## Berührungen mit rabbinischen Werken
Zahlreiche der in 4QMMT vertretenen halachischen Positionen werden in späteren rabbinischen Werken, insbesondere in den Mischnatraktaten Machschirin und Jadajim, den Sadduzäern zugeschrieben. Diese Feststellung ist zu bedenken bei der üblichen Identifizierung von Qumrangemeinschaft und Essenern.